# آدرین زنز
آدریان زنز (متولد ۱۹۷۴)  یک انسان شناس آلمانی است که عمده شهرتش به دلیل مطالعه در مورد اردوگاه های اجباری سین کیانگ (همچنین به اردوگاه های "آموزش مجدد" معروف است) و نسل‌کشی اویغورها است.  او در زمینه مطالعات چینی و قربانیان حکومت کمونیست چین فعال است.   